# Misfits (sèrie)
Misfits és una sèrie de televisió britànica, barreja de ciència-ficció, drama i humor negre, que tracta sobre un grup de joves delinqüents obligats a treballar en un programa de servei a la comunitat, on adquireixen superpoders després d'una estranya tempesta elèctrica. La sèrie es començà a emetre al canal E4 i és una producció de Clerkenwell Films. Consta de 5 temporades. El primer episodi s'emeté el 12 de novembre del 2009, i el darrer l'11 de desembre del 2013.
Les tres primeres temporades de la sèrie van ser doblades al català per Televisió de Catalunya, que les va emetre pel Canal 3XL. La sèrie s'hi estrenà el 13 de gener de 2011.

## Argument
Misfits explica la història de cinc adolescents que compleixen amb un servei a la comunitat. Són tocats per un llamp i reben poders especials. La Kelly (Lauren Socha) rep el do de la telepatia, en Curtis (Nathan Stewart Jarrett) controla el temps, l'Alisha (Antonia Thomas) pot portar a la gent a un frenesí sexual quan toquen la seva pell, en Simon (Iwan Rheon) es pot fer invisible. El poder d'en Nathan (Robert Sheehan) no es revela fins a l'últim episodi de la primera temporada.

## Episodis
La sèrie consta de cinc temporades. La primera té sis episodis i la segona set; les temporades terecera, quarta i cinquena consten de vuit episodis.

## Producció

### Localització

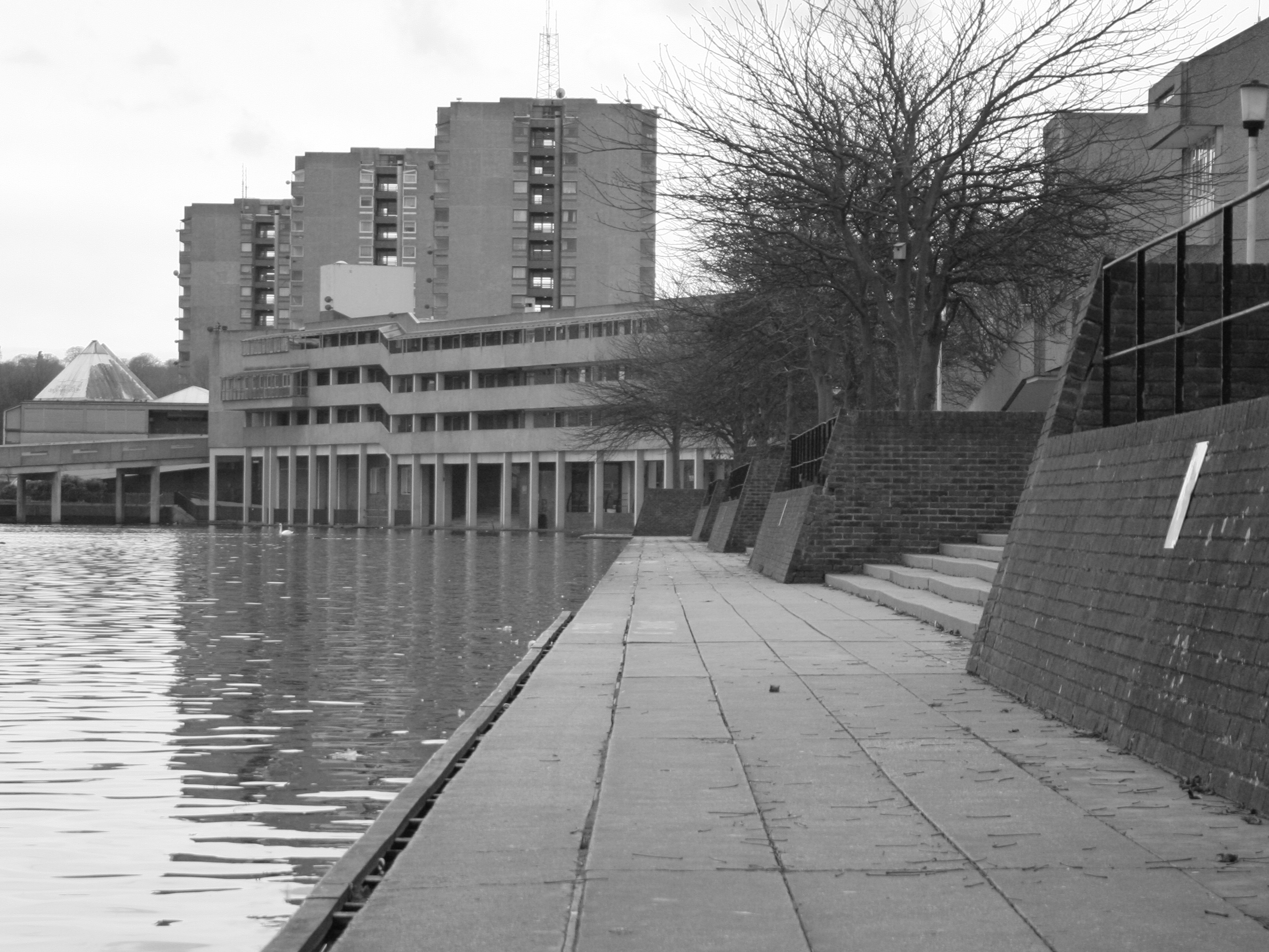
Riba del Llac Southmere, que apareix en diverses ocasions a la sèrie.

Es filma al sud-est de Londres, especialment al voltant del Llac Southmere a Thamesmead. Moltes escenes d'interior es van rodar en un conjunt construït a l'antic campus de Runnymede de la Universitat de Brunel. Les escenes estan sota el pas elevat a Boston Manor Park a Ealing (Londres). Aquesta zona també es pot veure a A Clockwork Orange de Stanley Kubrick.

## Premis
Tant la sèrie com el seu guionista Howard Overman van ser nominats als premis Royal Television Society el març de 2010.
La sèrie va guanyar el premi BAFTA a la millor sèrie dramàtica l'any 2010.